# Наукова бібліотека Національного юридичного університету імені Ярослава Мудрого
Наукова бібліотека Національного юридичного університету імені Ярослава Мудрого — науково-освітній, інформаційно-аналітичний, культурно-просвітницький центр, підрозділ навчального закладу.

## Історія
Початок створення бібліотеки пов'язаний з юридичним документом «Статут Імператорського Харківського Університету» 1804 р. З відкриттям Імператорського Харківського Університету було одразу придбано першу юридичну бібліотеку, в якій містилося 3219 томів законодавчих актів, довідкових видань, монографічних робіт і журналів з окремих галузей права.
Історично разом із університетом відбувалося становлення бібліотеки, формувалися фонди, структура і штати: у 20-ті рр. — це бібліотека Харківського інституту народного господарства; 30-ті рр. — бібліотека Всеукраїнського інституту радянського будівництва і права; 1937–91 рр. — бібліотека Харківського юридичного інституту; 90-ті рр. — бібліотека Національної юридичної академії України імені Ярослава Мудрого; з 2010 р. — бібліотека Національного університету «Юридична академія імені Ярослава Мудрого», а з 2013 р. — Наукова бібліотека Національного юридичного університету імені Ярослава Мудрого (НБ НЮУ ім. Ярослава Мудрого)
До 2017 р. основні площі бібліотеки були розміщені в будівлі головного корпусу університету (побудованій в 1893 р. у стилі неоренесансу академіком архітектури О. Бекетовим для комерційного училища і є архітектурною пам'яткою України, вул. Пушкінська, 77).
3 березня 2017 р. відкрито новий Навчально-бібліотечний комплекс — 10-поверхова споруда зі скла і бетону загальною площею 16620,3 м2, архітектурно-композиційно являє собою відкриту книгу. Наукова бібліотека займає територію з 3 по 8 поверхи, загальна площа 10 150,5 м2. Центральний елемент композиції — атріум, який з'єднує усі поверхи бібліотеки.
У серпні 2017 р. Навчально-бібліотечний комплекс НЮУ ім. Ярослава Мудрого отримав нагороду «Краща будівля закладу освітнього призначення» у номінації «Об'єкти громадського призначення» від Міністерства регіонального розвитку, будівництвава та житлово-комунального господарствава України.
У різні роки керівництво бібліотекою здійснювали: О. М. Охтирська (1943—1944), І. П. Шейко (1954—1957), В. В. Гречко (1957), В. К. Педько (1957—1964), В. М. Руденко (1964—1966), К. Ф. Столяров (1966—1974), Д. О. Самойленко (1975—1988). З 1988 р. бібліотеку очолює канд. пед. наук Н. П. Пасмор (2016 р. нагороджена Почесною відзнакою УБА «За відданість бібліотечній справі»).

## Фонди
Бібліотечний фонд універсальний, відповідає вимогам стандартів освітньо-наукової діяльності. На 01.01.2020 р. нараховує 1 430 134 прим. видань із права та суміжних дисциплін, що викладаються у виші. Сучасна колекція книг англійською, німецькою, французькою мовами з порівняльного правознавства, законодавства країн Європейського Союзу, міжнародної судової практики тощо сформована у рамках європейських проектів та програм університету і нараховує понад 40 тис. прим. 

Представлені фондові колекції особистих бібліотек, зокрема: книжкові зібрання професорів університету: В. В. Сташиса (6230 прим.), В. Я. Тація (4320), Ю. М. Грошевого (2327), І. Є. Марочкіна (521), Ю. В. Бауліна (452), Ю. М. Тодики (330).

### Фонд рідкісної книги
Зібрання рідкісних книг відокремлено від загального фонду бібліотеки. Складає понад 58000 од. зберігання українською, англійською, німецькою, французькою, російською та іншими мовами, з них: понад 30 000 книг та періодичних видань XVIII — початку XX ст.; 2030 дисертацій, захищених науковцями університету, близько 26077 авторефератів дисертацій. За змістом фонд має історико-правовий характер, включає видання з галузей права та суміжних галузей: історії, економіки, логіки, філософії, інших суспільних наук. Хронологічні межі — видання 1726—1945 рр., а також шедеври сучасного друкарського мистецтва.
Серед раритетів — стародруки, датовані 1726—1810 рр., зокрема: «Правда воли монаршей» Феофана Пркоповича (1726), «Уложение, по которому суд и расправа во всяких делах в Российском Государстве производится, сочиненное и напечатанное при владении Его Величества царя Алексея Михайловича» (1737), «Судебник Царя и Великого Князя Ивана Васильевича» (1768) та ін.; стародруковані видання французькою та німецькою мовами початку XVIII ст.; зібрання законів Російської імперії (1649—1900); спеціалізовані правничі журнали та газети ХІХ — початку XX ст. («Вестник права» (1899—1906, 1914—1916), «Журнал Министерства юстиции» (1859—1917), «Юридические записки» (1842—1914), «Юридический журнал» (1860—1861), «Временник Демидовского юридического лицея» (1876—1913), «Судебный журнал» (1869—1876), «Тюремный вестник» (1893—1916), «Право» (1898—1916) тощо).
В окремі колекції виділені: Стародруки (25 прим.); Рукописи та літографії (145 од. зберігання); Праці вчених-теоретиків харківської правничої школи (понад 2000 вид.); Раритетні періодичні видання XIX — початку XX ст. (213 назв); Дисертації та автореферати дисертацій (понад 28100 прим.); Автографи всесвітньо відомих учених-юристів (57 вид.); Харків і харків'яни (понад 200 вид.); Шедеври друкарського мистецтва (понад 250 прим.).
Цифрові копії рідкісних книг та авторефератів дисертацій розміщені у Бібліотеці електронних копій раритетних видань, eNULAUIR — електронному архіві-репозитарії університету, eLEGALIUM — електронній іміджевій колекції рідкісних видань.
Бібліотека має 5 відділів, 7 секторів, 7 абонементів, 8 читальних залів.
Філії бібліотеки:
- № 1 (м. Харків, вул. Динамівська, 4)
№ 2 (м. Харків, вул. Григорія Сковороди, 106)
Полтавський юридичний інститут (м. Полтава, проспект Першотравневий, 5)
Інститут управління і права (м. Київ, вул. Металістів, 17)

## Обслуговування користувачів
З 2013 р. бібліотека учасник проєкту «Єдина картка читача бібліотек ВНЗ Харкова», який передбачає доступ до фондів та електронних ресурсів шляхом безкоштовного обслуговування у читальних залах користувачів бібліотек-учасниць Харківського університетського консорціуму (УНІКОН).

У бібліотеці впроваджена автоматизована система обслуговування. Для користувачів створено сучасний робочій та комунікаційний простір: відкритий доступ до бібліотечних фондів, комп'ютерізовані робочі місця, Інтернет, Wi-Fi, грамотно організоване освітлення, зручні меблі. Усі приміщення розподілені на комфортні зони обслуговування та workspace: IT зона (робота з ЕК, БД, е-бібліотекою); «Коворкінг-майданчик» (вокспейс для сімейного читання); Book-локація (читання художньої літератури); кімнати для індивідуальної й групової роботи; виставкові тематичні комплекси у читальних залах; зал ділових зустрічей; лаунж куточки настільних ігор; артзона (картинна галерея). На бібліотечних локаціях для студентів працюють клуби, гуртки за інтересами, коворкінг та лабораторії.

## Електронні ресурси
Автоматизований бібліотечний комплекс університету побудований на АБІС «ІРБІС».

Вебсайт бібліотеки — переможець конкурсу УБА бібліотечних інтернет-сайтів 2016 р. в номінації «Найкращий сайт бібліотеки вищого навчального закладу».

### Електронний каталог
Електронний каталог(ЕК) створюється з 1999 р. Загальний обсяг — 612 600 бібліографічних записів, у тому числі — 400 260 аналітичних бібліографічних записів статей. Щороку до ЕК зафіксовано в середньому 8 580 000 звернень користувачів.
ЕК — переможець конкурсу УБА електронних каталогів на сайтах бібліотек України 2013 р. у номінації «Найкращий електронний каталог на сайті бібліотеки навчального закладу», а також посів перше місце у ТОП-10 електронних каталогів на сайтах бібліотек України.

### Консолідована е-платформа «Правова освіта. Правова культура»
База даних «Правова освіта. Правова культура» — консолідована е-платформа створена у 2016 р. з метою координації співробітництва учасників Харківського університетського консорціуму, забезпечення доступу здобувачів вищої освіти, викладачів, науковців, студентів до фондів та ресурсів бібліотек вишів — учасників консорціуму на базі автоматизованої бібліотечної інформаційної системи НЮУ ім. Ярослава Мудрого (АБІС «ІРБІС»). 

Ресурс сформовано на основі експорту даних з ЕК бібліотек-фондоутримувачів — НБ НЮУ ім. Ярослава Мудрого, НТБ НТУ «ХПІ» та ЦНГІ ХГУ «НУА» і передачі їх до консолідованої е-платформи.

На Третій щорічній науково-освітній виставці «Публічне управління XXI» (24 листопада 2016 р.) консолідована е-платформа «Правова освіта. Правова культура» отримала Диплом у номінації «Програми та рішення для автоматизованного управління навчальним закладом, рейтингові системи оцінки якості освіти».

### Електронний архів-репозитарій eNULAUIR
eNULAUIR — електронний архів-репозитарій НЮУ ім. Ярослава Мудрого створено у квітні 2012 р. з метою підвищення академічної вебприсутністі вишу у глобальних наукових комунікаціях, інтеграції правової науки та наукових здобутків учених в e-Science[що це?].

Тематичний склад репозитарію визначений відповідно до наукових і навчальних процесів університету без хронологічних обмежень. Структурно-функціонально сформований як універсальне за змістом електронне наукове зібрання праць учених університету, що включає розділи: Автореферати, Дисертації, Наукові видання, Праці вчених кафедр та інститутів університету, Праці науковців НДІ НАПрН України, Праці співробітників бібліотеки, Роботи студентів, Фонди навчальних видань, Фонди рідкісних видань.

eNULAUIR створюється на програмній платформі відкритого доступу DSpase. Об'єм репозітарію — 16100 електронних документів (на 01.01.2020 р.).

### Бібліотека електронний копій раритетних видань
З 2005 р. за ініціативи ректора університету, академіка НАН України, професора В. Я. Тація створюється Бібліотека електронних копій раритетних видань, яка налічує 7743 оцифрованих рідкісних книг із фонду бібліотеки.